# Дронова, Любовь Петровна
Любо́вь Петро́вна Дро́нова (род. 11 марта 1950, г. Томск) — лингвист, доктор филологических наук, профессор филологического факультета Томского государственного университета.

## Биография
Любовь Петровна родилась в 1950 году в Томске. В 1972 году окончила историко-филологический факультет Томского государственного университета по специальности «Русский язык и литература». Дополнительно к основному образованию прослушала цикл факультативных дисциплин по специальности «Классическая филология», получив право преподавания соответствующих предметов. Дипломная работа, посвященная проблеме происхождения наименований конопли в индоевропейских языках, была выполнена под руководством доцента Э. Ф. Молиной.
После окончания университета Л. П. Дронова до 1974 года преподавала латинский язык и орфографию на историко-филологическом факультете ТГУ, а c 1974 по 1979 год продолжила свою научную работу под руководством Э. Ф. Молиной в аспирантуре там же. Кандидатская диссертация «Наименования прядильных растений в индоевропейских языках (сравнительно-исторический аспект)», выполнявшаяся под руководством доцента Э. Ф. Молиной (после её смерти — под руководством доцента Г. М. Шатрова), была защищена в 1984 году по специальности «Сравнительно-историческое и типологическое языкознание» в специализированном совете МГУ. Официальные оппоненты — Ю. В. Откупщиков, профессор ЛГУ (СПбГУ), А. П. Феоктистов, канд. филол. наук, научный сотрудник Института языкознания АН СССР.
С 1979 по 1983 год Л. П. Дронова работала лаборантом лингафонного кабинета при кафедре русского языка филологического факультета ТГУ, с 1983 г. — ассистентом, а с 1985 г. — старшим преподавателем кафедры общего языкознания и классической филологии филологического факультета ТГУ. В 1993 году получила учёное звание доцента по кафедре общего, славяно-русского языкознания и классической филологии.
В 2007 году Л. П. Дронова защитила в Совете по защитам кандидатских и докторских диссертаций Уральского государственного педагогического университета докторскую диссертацию «Становление и эволюция модально-оценочной лексики русского языка: этнолингвистический аспект». Научный консультант — доктор филологических наук, профессор З. И. Резанова, официальные оппоненты — доктор филологических наук, профессор Ж. Ж. Варбот, доктор филологических наук, профессор Т. А. Гридина, доктор филологических наук, профессор М. Э. Рут. После этой защиты Л. П. Дронова получает звание профессора по кафедре общего, славяно-русского языкознания и классической филологии Томского университета.
В течение всего времени работы на филологическом факультете ТГУ Л. П. Дронова преподавала латинский язык — элементарный курс и ряд спецкурсов в рамках специализации «Классическая филология». Ею были подготовлены и прочитаны лекционные курсы:
- «Введение в языкознание»;
- «Введение в германскую филологию»;

спецкурсы:
- «Сравнительная грамматика славянских языков»;
- «Праславянский язык: проблема пространства и времени»;
- «Сравнительная грамматика индоевропейских языков»;
- «Современная компаративистика: проблемы и методы».

Под её научным руководством были защищены две кандидатские диссертации:
- Толстик С. А. «Семантическое поле „худой“ в русском языке: эволюция концепта», Томск, 2004 г.;
- Ильинская Т. Н. «История формирования и эволюция концепта „сила“», Томск, 2006 г.

## Монографии и учебные пособия
- Введение в языкознание (понятия и термины): Учеб. пос. / Сост. Дронова Л.П., Лебедева Н.Б. - Томск: Изд-во ТГУ, 1996. – 35 с.
- Пособие по лексике латинского языка (для филологов). - Томск: Изд-во ТГУ, 2000. – 34 с.
- Латинизмы русского языка: структурно-семантическое описание. - Томск: Изд-во ТГУ, 2000. – 62 с.
- Становление и эволюция модально-оценочной лексики русского языка: этнолингвистический аспект. – Томск: Изд-во Том. ун-та, 2006. – 256 с.
- Введение в германскую филологию: Учеб. пос. - Томск: Изд-во ТПУ, 2008. - 60 с.
- Лексика латинского языка: Учеб. пос. - Томск: Изд-во ТГУ, 2010. - 46 с.